# Danh sách xã thuộc tỉnh Bạc Liêu
Tính đến ngày 1 tháng 12 năm 2024, tỉnh Bạc Liêu có 64 đơn vị hành chính cấp xã, trong đó có 49 xã.
Dưới đây là danh các xã thuộc tỉnh Bạc Liêu hiện nay.
| STT | Xã                | Trực thuộc         | Diện tích năm 2022 (km²) | Dân số năm 2022 (người) | Mật độ dân số (người/km²) | Thành lập |
| --- | ----------------- | ------------------ | ------------------------ | ----------------------- | ------------------------- | --------- |
| 1   | An Phúc           | Huyện Đông Hải     | 57,68                    | 13.106                  | 227                       | 1941      |
| 2   | An Trạch          | Huyện Đông Hải     | 49,22                    | 14.755                  | 299                       | 10/4/1957 |
| 3   | An Trạch A        | Huyện Đông Hải     | 51,01                    | 12.932                  | 253                       | 2008      |
| 4   | Châu Hưng A       | Huyện Vĩnh Lợi     | 29,71                    | 11.715                  | 394                       | 2002      |
| 5   | Châu Thới         | Huyện Vĩnh Lợi     | 45,95                    | 16.761                  | 364                       | 1956      |
| 6   | Điền Hải          | Huyện Đông Hải     | 41,82                    | 11.281                  | 269                       | 2008      |
| 7   | Định Thành        | Huyện Đông Hải     | 31,58                    | 12.736                  | 403                       | 5/8/1957  |
| 8   | Định Thành A      | Huyện Đông Hải     | 27,92                    | 8.942                   | 320                       | 2003      |
| 9   | Hiệp Thành        | Thành phố Bạc Liêu | 37,29                    | 9.328                   | 250                       | 1987      |
| 10  | Hưng Hội          | Huyện Vĩnh Lợi     | 28,38                    | 14.330                  | 504                       | 1956      |
| 11  | Hưng Phú          | Huyện Phước Long   | 37,93                    | 17.178                  | 452                       | 1979      |
| 12  | Hưng Thành        | Huyện Vĩnh Lợi     | 34,03                    | 14.669                  | 431                       | 1979      |
| 13  | Long Điền         | Huyện Đông Hải     | 87,72                    | 28.746                  | 327                       |           |
| 14  | Long Điền Đông    | Huyện Đông Hải     | 100,16                   | 22.602                  | 225                       |           |
| 15  | Long Điền Đông A  | Huyện Đông Hải     | 47,77                    | 16.982                  | 355                       | 1999      |
| 16  | Long Điền Tây     | Huyện Đông Hải     | 71,25                    | 13.564                  | 190                       |           |
| 17  | Long Thạnh        | Huyện Vĩnh Lợi     | 36,61                    | 19.563                  | 534                       |           |
| 18  | Lộc Ninh          | Huyện Hồng Dân     | 50,29                    | 15.827                  | 314                       |           |
| 19  | Minh Diệu         | Huyện Hòa Bình     | 40,72                    | 15.238                  | 374                       |           |
| 20  | Ninh Hòa          | Huyện Hồng Dân     | 59,01                    | 22.607                  | 383                       |           |
| 21  | Ninh Quới         | Huyện Hồng Dân     | 32,42                    | 13.703                  | 422                       |           |
| 22  | Ninh Quới A       | Huyện Hồng Dân     | 40,70                    | 18.340                  | 450                       | 1999      |
| 23  | Ninh Thạnh Lợi    | Huyện Hồng Dân     | 66,40                    | 14.141                  | 212                       |           |
| 24  | Ninh Thạnh Lợi A  | Huyện Hồng Dân     | 66,87                    | 10.200                  | 152                       | 2008      |
| 25  | Phong Tân         | Thị xã Giá Rai     | 53,85                    | 15.829                  | 293                       | 1979      |
| 26  | Phong Thạnh       | Thị xã Giá Rai     | 46,07                    | 13.638                  | 296                       |           |
| 27  | Phong Thạnh A     | Thị xã Giá Rai     | 34,69                    | 11.744                  | 338                       | 2003      |
| 28  | Phong Thạnh Đông  | Thị xã Giá Rai     | 20,40                    | 8.420                   | 412                       |           |
| 29  | Phong Thạnh Tây   | Thị xã Giá Rai     | 53,04                    | 11.316                  | 213                       |           |
| 30  | Phong Thạnh Tây A | Huyện Phước Long   | 55,97                    | 13.223                  | 236                       | 2003      |
| 31  | Phong Thạnh Tây B | Huyện Phước Long   | 61,31                    | 14.852                  | 242                       | 2003      |
| 32  | Phước Long        | Huyện Phước Long   | 75,50                    | 19.320                  | 255                       |           |
| 33  | Tân Phong         | Thị xã Giá Rai     | 62,84                    | 30.172                  | 480                       | 1979      |
| 34  | Tân Thạnh         | Thị xã Giá Rai     | 27,08                    | 10.820                  | 399                       | 1979      |
| 35  | Vĩnh Bình         | Huyện Hòa Bình     | 38,73                    | 17.594                  | 454                       | 1979      |
| 36  | Vĩnh Hậu          | Huyện Hòa Bình     | 62,56                    | 13.671                  | 218                       | 1979      |
| 37  | Vĩnh Hậu A        | Huyện Hòa Bình     | 64,25                    | 9.763                   | 151                       | 2003      |
| 38  | Vĩnh Hưng         | Huyện Vĩnh Lợi     | 23,04                    | 12.477                  | 541                       |           |
| 39  | Vĩnh Hưng A       | Huyện Vĩnh Lợi     | 22,55                    | 11.980                  | 531                       | 2002      |
| 40  | Vĩnh Lộc          | Huyện Hồng Dân     | 48,47                    | 11.654                  | 240                       |           |
| 41  | Vĩnh Lộc A        | Huyện Hồng Dân     | 44,01                    | 11.814                  | 268                       | 2003      |
| 42  | Vĩnh Mỹ A         | Huyện Hòa Bình     | 51,62                    | 20.132                  | 390                       |           |
| 43  | Vĩnh Mỹ B         | Huyện Hòa Bình     | 36,33                    | 18.554                  | 510                       |           |
| 44  | Vĩnh Phú Đông     | Huyện Phước Long   | 48,63                    | 21.846                  | 449                       |           |
| 45  | Vĩnh Phú Tây      | Huyện Phước Long   | 51,72                    | 18.072                  | 349                       |           |
| 46  | Vĩnh Thanh        | Huyện Phước Long   | 37,37                    | 18.810                  | 15                        | 1979      |
| 47  | Vĩnh Thịnh        | Huyện Hòa Bình     | 105,94                   | 17.407                  | 164                       | 1979      |
| 48  | Vĩnh Trạch        | Thành phố Bạc Liêu | 39,53                    | 18.748                  | 474                       | 1999      |
| 49  | Vĩnh Trạch Đông   | Thành phố Bạc Liêu | 67,90                    | 15.907                  | 234                       | 1999      |